# イバン・フランコ
イバン・レネ・フランコ・ディアス（Iván René Franco Díaz, 2000年4月16日 - ）は、パラグアイ・パラグアリ県イビクイ出身のサッカー選手。リーガ・パラグアージャ・クラブ・リベルタ所属。ポジションはMF。

## クラブ経歴
2018年にクラブ・リベルタのトップチームに昇格。同年シーズン開幕戦となった2月3日のスポルティボ・ルケーニョ戦で、先発出場でプロデビュー。3月4日のCAトレス・デ・フェブレロ戦ではプロ初ゴールを記録。プロ1年目のシーズンは34試合7ゴールを記録。翌2019年シーズンは国内リーグで11ゴールを決め、初の二桁ゴールを記録するなど、チームの中心選手に成長した。

## 代表経歴
2019年にU-20のパラグアイ代表として南米ユース選手権に出場。同年9月に早くもフル代表に初招集。キリンチャレンジカップの日本戦のために来日。日本戦は出番がなかったものの、11日のヨルダン戦で代表初出場。2020年にはU-23代表でCONMEBOLプレオリンピック大会に出場した。